# Octave Duboscq
Pour les articles homonymes, voir Duboscq.
Octave Joseph René Duboscq est un zoologiste français né le 30 octobre 1868 à Rouen et mort le 18 février 1943 à Nice.

## Biographie
Son père est employé des chemins de fer et meurt alors qu’Octave Duboscq était encore jeune. Il étudie à Coutances où il obtient son baccalauréat en 1886. Il étudie la médecine à l'Université de Caen puis à Paris : il obtient sa licence en sciences naturelles (1889), son doctorat de médecine (1894 – sa thèse porte sur le venin de la scolopendre) et de sciences (1899 – sa thèse porte sur les chilopodes).
De 1895 à 1900, il est chef de travaux à la faculté des sciences de Grenoble, puis, de 1900 à 1904, maître de conférences à Caen, puis, de 1904 à 1923, professeur à Montpellier. Il reçoit alors la chaire de biologie marine à la faculté des sciences de Paris, fonction qu’il tient jusqu’en 1937, date à laquelle il est nommé professeur honoraire. Il prend alors sa retraite. Il dirige le laboratoire Arago de Banyuls-sur-Mer (1923), puis la station de Villefranche-sur-Mer (1931). Il est fait chevalier de la Légion d’honneur (1912). Il est membre de diverses sociétés savantes.

## Distinctions et reconnaissances

### Décorations
- Officier de l'Instruction publique (1908)[2]
- Officier de la Légion d'honneur (1935)[2], chevalier (1922)

### Hommages
- En 1920, le zoologiste Édouard Chatton lui dédie le genre de protistes Duboscquella[3].
- En 1938, le lichénologue Henry des Abbayes lui dédie l'espèce de lichen Parmelia duboscqii[4].
- En 1950, le myrmécologue Francis Bernard lui dédie l'espèce de fourmi Solenopsis duboscqui[5].
- En 1952, le zoologiste Pierre-Paul Grassé lui dédie le genre de protistes Duboscquodinium[6].